# Baliochila singularis
Baliochila singularis е вид пеперуда от семейство Синевки (Lycaenidae). Видът не е застрашен от изчезване.

## Разпространение
Разпространен е в Ботсвана и Зимбабве.